# B. J. O. and Margaret Doolittle Nordfeldt House
La B. J. O. and Margaret Doolittle Nordfeldt House est une maison américaine à Santa Fe, dans le comté de Santa Fe, au Nouveau-Mexique. Construite dans le style Pueblo Revival en 1921, elle est inscrite au Registre national des lieux historiques depuis le 2 janvier 2020.